# 14 Andromedae
14 Andromedae (14 And) este o stea gigantă portocalie situată la vreo 258 de ani-lumină de Terra, în constelația Andromeda. Este probabil o stea variabilă. Probabil 14 Andromedae era o stea din secvența principală de tip A sau F. În 2008 a fost descoperită o planetă pe orbită în jurul stelei, care a fost denumită 14 Andromedae b, devenind una dintre planetele care orbitează o stea evoluată de masă intermediară.

## Sistem planetar
Descoperirea planetei 14 Andromedae b a fost anunțată de Sato în 2008. Această planetă are o masă minimă de 4,8 mase jupiteriene și o orbită circulară cu o perioadă de 186 de zile. 14 Andromedae b este aproape cu siguranță un gigant gazos, orbita sa aflându-se la distanța de circa 0,83 U.A. de steaua pe care o orbitează.
Ea este una dintre cele mai interne planete care orbitează o stea evoluată de masă intermediară (asemenea planete au mai fost descoperite doar în jurul gigantelor din clump).